# 佐藤智惠
佐藤智惠（日语：／ Satō Chie，1964年7月1日—），日本女性配音員。出身於埼玉縣。身高154cm。A型血。

## 簡歷
青二Production所屬，青二塾東京校第2期畢業。埼玉縣立朝霞高等學校畢業。

## 人物
興趣：泡溫泉。

## 演出
粗體字表示主要角色。

### 電視動畫
1985年
- 鬼太郎 (第3作)（女學生、少年A、哭泣、小正）
- 高校！奇面組（日语：ハイスクール!奇面組）（松茂問代）

1987年
- 聖鬥士星矢（冰河〈少年時期〉、那智〈少年時期〉）
- 聖魔大戰（騎神阿里巴巴、阿里巴巴神帝、勃君、卡波夏、薩西基童、遊子雷尼桑斯）

1988年
- 奇天烈大百科（小近、乙梨第〈初代〉、靜子、男孩子2、妻子、少年A、男孩子、辣妹B、靜子、三太、太郎、老奶奶）
- 小公子西迪（唐娜、麥克）
- 麵包超人（金粉、調味汁小姐、神燈、蠟筆超人黑、煙幕狗〈代替〉）
- 勇者鬥惡龍（少年時期的亞伯）
- 甜蜜小天使 (1988年版)（芝麻〈第2代〉、鈴木小姐）

1989年
- 新仙魔大戰（芋丁止、蝶子良）
- 變形金剛V（山姆）

1990年
- 七龍珠Z 單獨一人的最終決戰 ～向弗力札挑戰的Z 戰士孫悟空之父～（賽亞人）
- 神通小精靈（楠田枝美子、伊知川武伊）
- 魔神英雄傳2（日本奶奶）
- 夠了！阿太郎 (1990年版)（日语：もーれつア太郎）（少年、美代子）
- 我的長腿叔叔（小孩、莎莉麥·克布萊德）

1991年
- 宇宙小超人（小岡）
- 金魚注意報（次郎）
- 蓋特機器人號（大道哲）
- 猜拳人（布頭弟）
- 絕對無敵雷神王（小川吉明、坂井時惠）
- 太陽勇者（浩二）
- 崔普一家物語（彼得）
- 意甲小旋風（日语：燃えろ!トップストライカー）（瑪卡洛妮）
- 橫山光輝 三國志（劉辯）

1992年
- 宇宙小超人 3000萬光年尋找母親（日语：ウルトラマンキッズ 母をたずねて3000万光年）
- 蠟筆小新（1992年－，阿呆、快樂鼠尾草、黑鷺魔人）
- 超聖魔大戰（日语：スーパービックリマン）（做彌勒）
- 哆啦A夢 (大山羨代版)（捕手）
- 南國少年奇小邪（腋蛾）
- 花的魔法使瑪麗貝爾（彭格[3]）
- 美少女戰士（妖魔）
- 蜜柑繪日記（田山太一[4]）
- 黑色推銷員（中年女子A）

1993年
- 足球風雲（廣瀨圭子）
- 劍勇傳說YAIBA（狸貓）
- 忍者亂太郎（二郭伊助、綾香〈初代〉、詩織〈第3代〉、狸貓的一太、本太、二之坪怪士丸 等）
- 哆啦A夢 (大山羨代版)（男孩子B）
- 小婦人物語 南與喬老師（喬治・柯爾史〈史塔菲〉）

1994年
- 足球小將翼J（石崎了〈少年時期〉）
- 飛天少女豬（山川真實、豬隻B）
- 頑童歷險記（吉姆）
- 橘子醬男孩（內山、西田的妻子）
- 美少女戰鬥隊（麥德柯索、森林的死神·亞馬遜人）

1995年
- 近所物語
- 世界名作童話系列 Wao！童話王國（日语：世界名作童話シリーズ ワ〜ォ!メルヘン王国）（蘿西亞、次男）
- 暖暖日記（樹的妖怪）

1996年
- 無家可歸的孩子蕾米（卓力克爾）
- 蒙面俠蘇洛傳（卡薩斯）
- 鬼太郎 (第4作)（俊彥的母親、正光）
- 少年H看到的戰爭（日语：少年H）
- 名犬萊西（史匹納）

1998年
- 時空偵探建次君（亞瑟）
- 槍神Trigun（孩子A、少年）
- 怪博士與機器娃娃（木乃伊男、尼可的孩子B）
- 開花天使（錦山）
- 危險調查員（康納利少年）
- 遊☆戲☆王（幼年時期的海馬瀨人）

1999年
- 週刊故事樂園（日语：週刊ストーリーランド） 老婆婆系列（日语：謎の老婆）「真的垃圾箱」（女B）
- 炸彈人 彈珠人爆外傳V（母親炸彈3）

2000年
- 捍衛者（池田毅）
- 週刊故事樂園（老奶奶、大嬸）
- 哆啦A夢 (大山羨代版)（返回青蛙、少年B）
- 深藍救兵（木金舞）
- 爆裂戰士戰藍寶（奇普）

2001年
- 哆啦A夢 (大山羨代版)（男孩子B、少年B、裁判、少年、老奶奶）

2002年
- 釣魚迷日記（佐佐木的妻子）
- 寶貝婆婆（神宮寺小梅、米嬸）
- 神奇寶貝超世代（武藏的飯匙蛇、亞莎的熔岩蟲、娜琪的大嘴鷗、小蘭的月石、小遙的小卡比獸、小楓的三地鼠、希爾斯的風速狗、小薊的美纳斯 等）

2003年
- 我們這一家（漬物屋、店員）
- 機甲露寶（婦長）
- 野坂昭如 戰爭童話集「成為風箏的媽媽（日语：凧になったお母さん）」（老奶奶）
- 哆啦A夢 (大山羨代版)（少年A、少年B）
- 神奇寶貝 Side Story（播報員、雅惠、傑尼龜、電龍）

2004年
- 阿嘉莎·克莉絲蒂的名偵探白羅與瑪波（卡麥可夫人）
- 怪傑佐羅利（恐龍寶寶恐〈恐龍的孩子）〉
- 跳跳魚的冒險（日语：とんとんみーの冒険）（跳跳魚）
- 哆啦A夢 (大山羨代版)（少年A、少年B、男孩子C）
- 忘卻的旋律（獨角獸4號）
- 名偵探柯南（女性工作人員）
- 馳風競艇王（日语：モンキーターン (漫画)）（波多野梅）
- 仙境傳說 THE ANIMATION（瑪莉亞）

2005年
- 陰陽大戰記（幸子小姐）
- 野坂昭如 戰爭童話集「我的防空洞（日语：ぼくの防空壕）」（老奶奶）

2006年
- 貝貝生活日記（日语：ペネロペ (絵本)#アニメ）（奶奶、小狗的媽媽）
- 蠟筆小新（老年女性）
- 神奇寶貝鑽石&珍珠（武藏的飯匙蛇、小光的雙尾怪手、真嗣的黑暗鴉、小遙的小卡比獸、烏拉拉的尖牙陸鯊、小菘的暴雪王、飯野金、幼少時期的大葉 、電磁的雷丘 等）

2007年
- 大江戶火箭（六兵衛的妻子[5]）
- 鬼太郎 (第5作)（順平、盧山辰美）
- BAMBOO BLADE（あんり）
- 旁邊的兒童 我的火腿組（日语：はたらキッズ マイハム組）（犬神家女傭、布區）
- 意外（日吉的姑姑）
- 新勇者萊汀（日语：REIDEEN）（老闆娘）

2008年
- 我們這一家（老奶奶、阿姨）
- 我家3姊妹（阿大）
- 蠟筆小新（黑詐欺魔人）
- 出包王女（吉卜·力的妻子）
- 哆啦A夢 (水田山葵版)（老奶奶）

2009年
- 貝貝生活日記 (第2期)（老奶奶）
- 閃亮雙胞胎（澀谷）
- 鋼之鍊金術師 FULLMETAL ALCHEMIST（阿姨）

2010年
- 蠟筆小新（主持人）
- 哆啦A夢 (水田山葵版)（魔女）

2011年
- 神奇寶貝鑽石&珍珠 特別篇（飯野金、綾子的月亮伊布）
- 名偵探柯南（周防知秋）

2012年
- 探險托里蘭托（クリアカメレオン、老婆婆）
- 數碼寶貝合體戰爭 穿越時空的少年獵人們（巴達兽）
- Battle Spirits Sword Eyes（菊帶·刀）

2013年
- 沒留意的潘妮洛普 第3系列（老奶奶）

2014年
- 名偵探柯南（岸浦實夏）
- 妖怪手錶（今田干治[6]、八卦婆、電波小鬼、U.S.O.、偷吃鬼之助、黑貘、白貘、的母親、大細超鬼、妖怪草履鞋、雉雞喵、SF、房東貓妖怪、 等）

2015年
- 影鰐-KAGEWANI-（雄太）
- Concrete Revolutio ～超人幻想～（森野橅）

2016年
- 名偵探柯南（江尻恭子）

2019年
- 妖怪手錶！2019（電波神）

2021年
- 航海王－和之國篇（豹五郎的妻子）

### 電影動畫
1985年
- 金肉人：正義超人vs古代超人（日语：キン肉マン 正義超人vs古代超人）（幼稚園園童）
- 企鵝記憶幸福故事（日语：ペンギンズ・メモリー 幸福物語）（吉米）

1991年
- 在後面的那個人是誰（日语：うしろの正面だあれ）
- 老人Z（大江信子）

1993年
- 蠟筆小新系列（1993年－，阿呆）[注 1][7][8]
  - 第10部：風起雲湧！壯烈！戰國大會戰（呆七）

1994年
- 怪博士與機器娃娃：吼唷唷!! 報恩的鯊魚被我帶走了…（日语：Dr.スランプ アラレちゃん ほよよ!!助けたサメに連れられて…）（子鮫）

1995年
- 卡塔君物語（日语：カッタ君物語）（卡塔君）
- 劇場版 橘子醬男孩（ガストマンΩ）

1996年
- 劇場版 忍者亂太郎（日语：映画 忍たま乱太郎）（二郭伊助）

1997年
- 喀喀喀的鬼太郎：妖怪午夜棒球（光太）

2003年
- 神奇寶貝的跳舞秘密基地（飯匙蛇）

2005年
- 劇場版 神奇寶貝：夢幻與波導的勇者 路卡利歐（小遙的小卡比獸）

2006年
- 劇場版 神奇寶貝：神奇寶貝保育家與蒼海的王子 瑪納霏（小遙的小卡比獸）

2007年
- 劇場版 神奇寶貝：決戰時空之塔 帝牙盧卡VS帕路奇犽VS達克萊伊（勒克貓）

2008年
- 劇場版 神奇寶貝：騎拉帝納與冰空的花束 潔咪（小光的雙尾怪手、阿銀）
- Highlander: The Search for Vengeance（日语：HIGHLANDER ハイランダー 〜ディレクターズカット版〜）（配給員）

2011年
- 劇場版 忍者亂太郎：忍術學園全員出動之卷！（二郭伊助[9]）

2012年
- 柳瀨嵩劇場：春之笛（日语：やなせたかしシアター#ハルのふえ）（熊）

2013年
- 劇場版 怪傑佐羅利：守護恐龍蛋（恐龍兄）
- 皮卡丘與伊布好朋友（月精靈、哥德小童）

2014年
- 劇場版 妖怪手錶：誕生的秘密喵！（今田干治[10]、八卦婆、妖怪草履鞋）

2015年
- 劇場版 妖怪手錶：閻魔大王與五個故事喵（八卦婆、徽章家族的祖母）

### OVA
1987年
- SPACE FANTASIA 2001夜物語（日语：2001夜物語）（女孩子）

1989年
- 機動戰士鋼彈0080：口袋裡的戰爭（接待員）
- 銀河英雄傳說（小孩）

1991年
- 夢回綠園（愛誠學生C）

1993年
- 遊俠傳（霍斯泰斯）

1999年
- 危險調查員（詹姆士〈小時候〉）

2005年
- 皮卡丘的鬼怪狂歡節（小卡比獸、雙尾怪手、飯匙蛇）

2006年
- 皮卡丘的淘氣島（小卡比獸、雙尾怪手、飯匙蛇）

2008年
- 皮卡丘 冰之大冒險（小卡比獸、雙尾怪手、飯匙蛇）

### 網路動畫
- 蠟筆小新外傳 玩具大戰（日语：クレヨンしんちゃん外伝 おもちゃウォーズ）（2016年，阿呆）
- 名偵探皮卡丘 ～華麗的早晨儀式～（2023年，小卡比獸、啃果蟲）

### 遊戲
1996年
- 戀愛物語（日语：エーベルージュ）（尼爾特·肯達曼）

2001年
- 兒童劇場 蠟筆小新動手做（日语：キッズステーション クレヨンしんちゃん オラとおもいでつくるゾ!）（阿呆）
- 召喚夜響曲2（蕾西）

2003年
- 召喚夜響曲3（蕾西）

2004年
- 可樂米物語（波庫、小托卡龍）

2005年
- 瑪比諾×風格（日语：マビノ×スタイル）（魔法屋的老奶奶）

2006年
- 蠟筆小新：最強家族春日部之王Wii（日语：クレヨンしんちゃん 最強家族カスカベキング うぃ〜）（阿呆）
- 蠟筆小新：驚奇園地的傳說大絕戰！（日语：クレヨンしんちゃん 伝説を呼ぶ オマケの都ショックガーン!）（阿呆）

2007年
- 蠟筆小新DS：呼風喚雨的蠟筆大作戰！（日语：クレヨンしんちゃんDS 嵐を呼ぶ ぬってクレヨ〜ン大作戦!）（阿呆）
- 真·三國無雙Online（PC角色 純粹〈短氣〉）

2008年
- 任天堂明星大亂鬥X（小卡比獸）

2009年
- 蠟筆小新：黏土造型大變身！（日语：クレヨンしんちゃん 嵐を呼ぶ ねんどろろ〜ん大変身!）（阿呆）
- 神奇寶貝樂園 Wii ～皮卡丘的大冒險～（日语：ポケパークWii 〜ピカチュウの大冒険〜）（小卡比獸、雙尾怪手 等）

2010年
- 蠟筆小新：呆呆忍者傳前進吧！春日部忍者隊！（日语：クレヨンしんちゃん おバカ大忍伝 すすめ!カスカベ忍者隊!）（阿呆）

2011年
- 蠟筆小新：宇宙功夫!?友情的笨蛋空手道!!（日语：クレヨンしんちゃん 宇宙DEアチョー!? 友情のおバカラテ!!）（阿呆）

2013年
- 妖怪手錶（八卦婆、電波小鬼、黑貘、偷吃鬼之助、大細超鬼 等）

2014年
- 蠟筆小新：呼風喚雨春日部電影明星！（日语：クレヨンしんちゃん 嵐を呼ぶ カスカベ映画スターズ!）（阿呆[11]）
- 妖怪手錶2 元祖／本家／真打（八卦婆、電波小鬼、黑貘、偷吃鬼之助、大細超鬼、U.S.O.、妖怪草履鞋 等）

2015年
- 妖怪手錶Busters 赤貓團／白犬隊

2016年
- 召喚夜響曲6 消逝的境界（日语：サモンナイト6 失われた境界たち）（蕾西[12]）
- 七龍珠 異戰2（時空巡邏者[13]）
- 妖怪三國志
- 妖怪手錶 3 壽司／天婦羅／壽喜燒（八卦婆、電波小鬼、黑貘、偷吃鬼之助、大細超鬼、U.S.O.、妖怪草履鞋、雉雞喵、 等）

2017年
- 妖怪手錶剋星2 祕寶傳說班峇拉雅 寶劍版／手槍版
- 蠟筆小新：沸騰！關東煮大混亂!!（阿呆）

### 廣播劇CD
- 不速之客 Knight&Ran（護士A）
- 絕對無敵雷神王系列（小川吉明、坂井時惠）
  - 絕對無敵雷神王 唱歌吧地球防衛組！
  - 絕對無敵雷神王IV 地球防衛組全員出動！
  - 絕對無敵雷神王V 廣播劇CD特輯 絕對無敵玉手箱（トウトウココマデヤッチマッタ）
  - 絕對無敵雷神王 1
- 忍者亂太郎系列
  - 忍者亂太郎 廣播劇CD 圖書委員會之段（二之坪怪士丸）
  - 忍者亂太郎 廣播劇CD 火藥委員會之段（二郭伊助、二之坪怪士丸）
  - 忍者亂太郎 廣播劇CD 一年葉組之段（二郭伊助）
  - 忍者亂太郎 廣播劇CD 綠組之段 ～上卷～（二之坪怪士丸）
  - 忍者亂太郎 廣播劇CD 葉組之段 ～上卷～（二郭伊助）
- CD劇場 勇者鬥惡龍IV（日语：CDシアター ドラゴンクエスト）
- 聖魔大戰 新的出發（阿里巴巴神帝）
- 街 第Q之男 ～Q是question的Q～（日语：街 〜運命の交差点〜#ラジオドラマ）（細井美子）

### 外語配音

#### 電影
- 一路響叮噹（約翰尼〈E·J·德拉佩納〉）※影碟版。
- 喧鬧村的孩子們（英语：The Six Bullerby Children）（拉斯）

#### 動畫
- 阿拉丁（小時候的阿馬爾）
- 高飛家族
- 大力士（英语：Hercules (1998 TV series)）（女性）

### 其它
- 日本歷史旅行者（高木）

## 腳註

## 外部連結
- 佐藤智惠｜青二Production （日語）